# Daimaō Kosaka
Kazuhito Kosaka (古坂 和仁 Kosaka Kazuhito?), de nombre artístico Daimaō Kosaka (古坂 大魔王?),(Aomori, 17 de julio de 1973) es un humorista, personalidad televisiva y actor japonés conocido por su personaje Pikotaro (ピコ太郎 Pikotarō?).Actualmente está afiliado a Avex Management Inc. bajo la corporación de Avex Group.

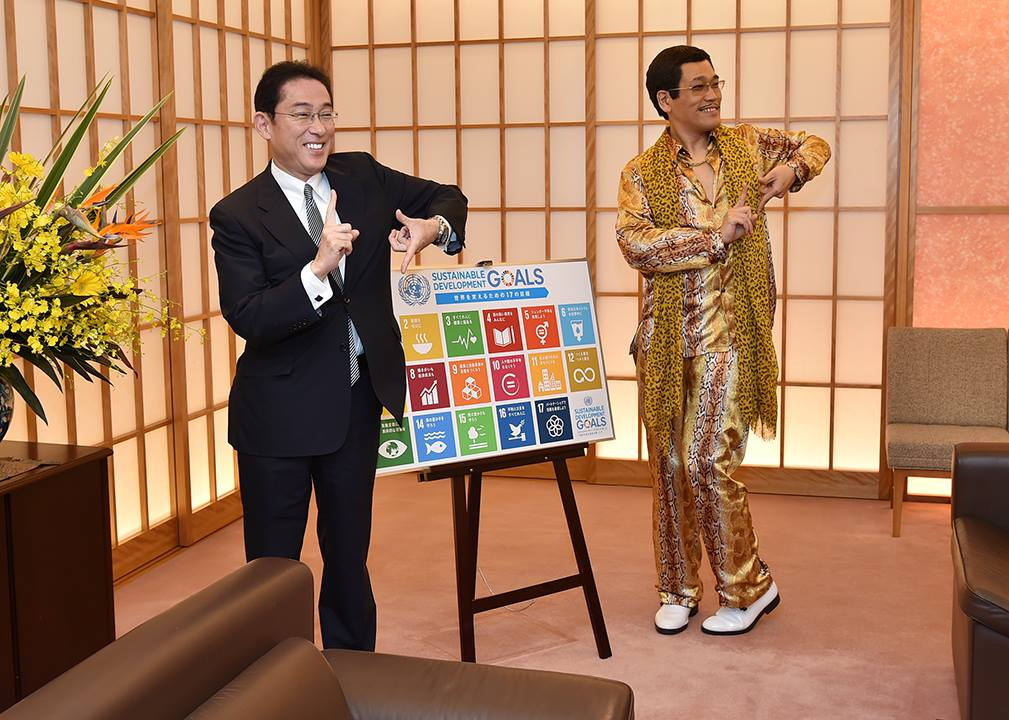
Pikotaro bailando con el primer ministro japonés Fumio Kishida en un evento por los ODS

En 2016, alcanzó fama mundial por su sencillo "PPAP (Pen-Pineapple-Apple-Pen)" que se convirtió en un fenómeno y meme de internet. 
Kosaka también es conocido por interpretar a Muryou Hakataminami en Mashin Sentai Kiramager (2020-2021).

## Vida personal
El 3 de agosto de 2017 se casó con Hitomi Yasueda, una gravure idol. El 17 de junio de 2018, Yasueda dio a luz a su primera hija y el 27 de octubre de 2020 a su segunda. 

## Presencia en los medios
Durante el viaje a Asia del presidente estadounidense Donald Trump en el otoño de 2017, Pikotaro fue elegido para cantar en la recepción oficial, aparentemente, debido al deseo del primer ministro japonés Shinzō Abe de mantener el ambiente "optimista". 
El 28 de septiembre de 2018, Pikotaro actuó y fue entrevistado por Andreu Buenafuente en el programa Late Motiv. Al día siguiente, actuó en la convención otaku, "Japan Weekend" de Madrid.
La canción Pineapple Pen de Kosaka se puede escuchar en The Emoji Movie.
Asimismo, colaboró en el YouTube Rewind 2016.

## Filmografía
Kosaka interpreta a Muruyo Hakataminami (el dueño de Carat, mentor de los Kiramagers y hermano menor de Kiramei Silver) en Mashin Sentai Kiramager . Su papel como Pikotaro (sobre todo al hacer PPAP) ha sido mencionado muchas veces, incluyendo (pero no limitado a):
- En la base principal se puede observar un póster que dice " "Perfect Performance And Physical" formando un acróstico .
- En la escena previa a los créditos del episodio 16, Juuru sostiene una piña y una manzana mientras pregunta si Mixelan (el nuevo mecha y una mezcladora de cemento) puede mezclar frutas. Hakataminami está de pie junto a él todo el tiempo.
- En la película, canta la canción con seriedad para despertar al equipo durante una pelea con un monstruo.